# 卡洛斯·莱萨
卡洛斯·莱萨（葡萄牙語：Carlos Lessa，1936年7月30日—2020年6月5日），巴西经济学家，里约热内卢联邦大学原校长。

## 生平
1936年生于里约热内卢的上层家庭，早年就读于当地的私立学校。1959年毕业于里约热内卢联邦大学经济学专业。1961年至1964年在里约布兰科研究所工作。1964年巴西政变后流亡智利。1980年获坎皮纳斯州立大学博士学位。1978年开始在里约热内卢联邦大学任教。2002年至2003年短暂担任里约热内卢联邦大学校长。
2003年初，被巴西总统路易斯·伊纳西奥·卢拉·达席尔瓦任命为巴西发展银行行长。2004年11月因为与巴西中央銀行行长恩里克·梅雷莱斯以及发展、工业和对外贸易部长鲁伊兹·费尔南多·福尔兰在经济政策上的分歧而辞职。
2013年10月21日，卡洛斯·莱萨参加了反对深海油田竞拍的示威游行。他认为采用产品分成合同会造成国家石油资源财富流失。
在个人生活方面，卡洛斯·莱萨是巴西狂欢节的忠实爱好者，他组织里约热内卢联邦大学的学生和教职工成立了一个游行团体。他的儿子罗德里戈·莱萨是一名音乐家。
2020年6月5日，因2019冠状病毒病并发症在里约热内卢逝世，终年83岁。